# Адеа (Арад)
Адеа (рум. Adea) насеље је у Румунији у округу Арад у општини Синтеа Маре. Oпштина се налази на надморској висини од 94 m.

## Становништво
Према подацима из 2002. године у насељу је живело 1019 становника.

### Попис2002.
| Расподела становништва по националности 2002.‍ | Расподела становништва по националности 2002.‍ | Расподела становништва по националности 2002.‍ | Расподела становништва по националности 2002.‍ | Расподела становништва по националности 2002.‍ |
| --------------------------------------------- | --------------------------------------------- | --------------------------------------------- | --------------------------------------------- | --------------------------------------------- |
|                                               |                                               |                                               |                                               |                                               |
| Румуни                                        | Румуни                                        |                                               | 143                                           | 14,1%                                         |
| Мађари                                        | Мађари                                        |                                               | 792                                           | 78,0%                                         |
| Роми                                          | Роми                                          |                                               | 81                                            | 8,0%                                          |